# 胶澳皇家法院
36°03′50″N 120°19′07″E / 36.06389°N 120.31861°E
胶澳皇家法院，又译胶州帝国法院、胶澳帝国法院，为德属胶澳租借地的司法机构，其旧址位于中国山东省青岛市市南区德县路2号，胶澳总督府旧址西南侧，建于1912-1914年，汉斯·费特考设计，现为市南区人民检察院办公楼，为全国重点文物保护单位青岛德国建筑群的一部分。

## 历史
1897年11月德国海军占领青岛后，胶澳皇家法院（德語：Kaiserliches Gericht von Kiautschou）成立于1897年12月13日。1898年夏，大法官保罗·格尔皮克（Paul Gelpcke）到青岛参与胶澳租借地法律司法体系的建立，1900年离青回国。1900年2月，大法官格奥尔格·魏尔克（Georg Wilke）接替其工作，1902年离青。1902年9月2日，格奥尔格·克鲁森（Georg Crusen）到达青岛出任法官，直至1914年8月青岛战役爆发。
胶澳租借地采用德国法律。最初，胶澳皇家法院作为一审法院审理当事人有欧美人、日本人的诉讼，二审、终审则由德国驻上海总领事馆负责。1907年，德国政府决定在青岛设立上诉法院。1908年1月1日，胶澳皇家高等法院（Kaiserliches Obergericht von Kiautschou）正式设立，作为租借地的二审、终审法院，克鲁森兼任皇家高等法院大法官。
由于胶澳总督府实行“华洋分治”政策，华人及其他亚洲人（日本人除外）的诉讼采用另一套司法体系。由于中国古代不明确区分行政权与司法权，华人诉讼由青岛与李村两地的区公所（Bezirksamt）充当一审法院审理。区公所负责审理诉讼价值低于250墨西哥银元的民事案件，有权对犯人处以3个月以下徒刑、500元以下罚款、鞭刑、逐出租借地等惩罚，二审、上诉由皇家高等法院审理。区公所权限之外的民事案件与刑事案件由胶澳皇家法院负责一审，不得提出上诉。刑事案件采用德国法律，其他案件则采用中国清末法律及习惯法，行刑方式也部分采用了鞭刑等肉刑，但摒弃了凌迟等酷刑。
胶澳皇家法院长期在原总兵衙门办公。1912年春，位于总督府广场（Gouvernementsplatz）西侧、伊伦娜街（Irenestraße，今湖南路）与霍恩洛厄路（Hohenloheweg，今德县路）之间的胶澳皇家法院办公楼开工，建筑师汉斯·费特考（Hans Fittkau）设计，广包公司（F. H. Schmidt）承建，因工期超过预定时间6个月，大楼建造历时两年直至1914年4月才投入使用，成为青岛德占时期最后完成的公共建筑之一。胶澳皇家法院使用该楼仅7个月，即因当年11月日军占领青岛而不复存在。

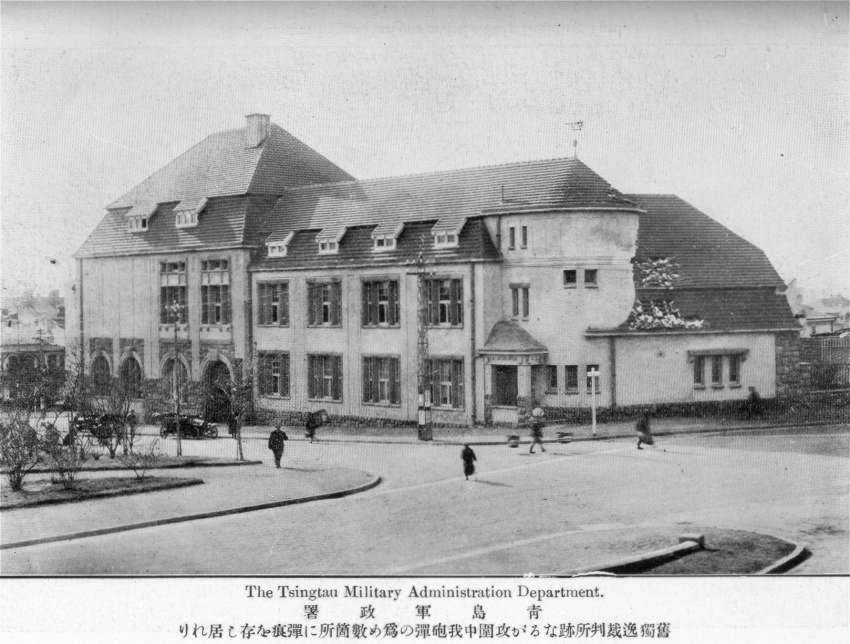
日军占领不久后的皇家法院旧址，照片右侧尚可见大楼受损的情形

1914年11月日军占领青岛后，在胶澳皇家法院旧址设立青岛军政署，实行军事占领性质的统治。司法方面废除德国法律，设立守备军法院。1917年1月，青岛军政署撤销，改设青岛民政署。1922年12月10日北洋政府收回青岛主权后，于12月14日成立青岛地方审判厅，设于胶澳皇家法院旧址。1929年4月南京国民政府接收青岛后，接收青岛地方审判厅，改称青岛地方法院。1935年7月，青岛地方法院分为山东高等法院第二分院和青岛地方法院。1938年1月日军第二次占领青岛后，青岛治安维持会于3月27日成立青岛临时法院，同年12月成立青岛地方法院和青岛高等法院。日本投降后的1946年1月，国民政府恢复山东高等法院第二分院和青岛地方法院。1948年1月17日，山东高等法院第二分院改称山东高等法院青岛分院。
1949年6月2日青岛解放后，接收青岛司法机构，于同年7月11日成立青岛市人民法院，仍设于胶澳皇家法院旧址。1956年1月3日，青岛市人民法院改称青岛市中级人民法院。1957年8月，青岛市市南区人民法院也迁至此处。“文革”初期，法院机构一度解散，1973年9月26日，青岛市中院恢复办公。1996年1月，青岛市中级人民法院迁至香港西路54号新址。1999年12月30日，该建筑以“胶澳帝国法院旧址”之名列入第六批青岛市文物保护单位。2000年，该建筑以“胶州帝国法院旧址”之名列入青岛市第一批历史优秀建筑。2003年6月，市南区人民法院迁出该楼，同年，青岛市市南区人民检察院迁至此处办公至今。2006年5月25日，该建筑列入第六批全国重点文物保护单位青岛德国建筑群扩展名单中。2010年曾经历维修。

## 建筑特色
胶澳皇家法院旧址位于德县路与湖南路之间，占地面积3528.65平方米，建筑面积3126.57平方米，其平面大致呈“E”字形，以几组建筑体组合而成，各部分高度各有不同，主体建筑地上2层，地下1层，南侧的厅堂部分为3层，建筑整体为砖石木结构。外墙以花岗岩蘑菇石砌墙基，墙面为黄色拉毛墙面，檐口以条石装饰。主入口设于东侧，为拱形，设木雕大门。东北角配合街道建为弧状转角，并设有便门。外立面的窗户有拱券窗与矩形窗两种，窗体深入墙体约50厘米，均以花岗岩装饰，并以条石分割为三联长窗，条石同时具有装饰、支撑、遮阳的作用。屋顶为红瓦蒙莎屋顶，顺势开有老虎窗。
大门内侧为通往门厅的拱门，以两根大理石圆柱支撑。门厅高6米，水磨石地面，设有一处石制长椅。通往二楼的楼梯呈“U”字形，台阶与扶手均以青色石料筑成，以铁艺护栏装饰。楼内有大小审判厅与办公室等房间31处，房间门框均以大块花岗岩砌成，门楣处刻有石膏浮雕花纹。一楼、二楼各有一处审判厅，二楼为大审判厅，厅内设深褐色护墙板，开有三个门，分别为正门、受审者出入门、通往审判长房间的门，受审者出入门与一处贯通地下一层与阁楼的螺旋状石砌楼梯相连接。大楼外设栅栏围墙，铁栅栏上有椭圆形铁艺镂空图案。
大楼整体具有厚重、粗犷的特点，传达出力量与稳定的意味，同时外立面摒弃了古典的装饰形式，趋于朴实、实用。

## 图集
- 德占时期的胶澳皇家法院大楼
- 1914年青岛战役后法院大楼遭损坏的状况
- 青岛民政署，第一次日占时期
- 青岛地方审判厅，1920年代
- 胶澳皇家法院旧址西南侧，2015年1月
- 西北角
- 东南角
- 东立面
- 主入口，2016年1月
- 二楼窗户
- 一楼窗户
- 院墙